# Jill Pruetz
Jill Pruetz – amerykańska antropolożka, prymatolożka z Uniwersytetu Stanu Iowa.
Pruetz specjalizuje się w antropologii fizycznej. Swoje badania prowadzi wśród naczelnych badając ich zachowania. Swoje badania prowadzi w wielu krajach Ameryki Południowej. Prowadziła projekt badawczy w południowo-wschodnim Senegalu, finansowany przez National Geographic Society i National Science Foundation.

## Wybrane prace i opracowania
- W.C. McGrew, P.J. Baldwin, L.F. Marchant, J.D. Pruetz, S.E. Scott, and C.E.G. Tutin (2003). Ethoarchaeology and elementary technology of unhabituated wild chimpanzees at Assirik, Senegal. Paleoanthropology 1: 1-20.
- J.D. Pruetz and S. Johnson-Fulton (2003). Evidence for leaf-swallowing Behavior by savanna chimpanzees in Senegal – a new site record. Pan Africa News 10: 14-16.
- J.D. Pruetz and H.C. Leasor (2002). Densities of primate species in Forest fragments at La Suerte Biological Field Station, Costa Rica. Neotropical Primates 10: 4-9.
- J.D. Pruetz, L.F. Marchant, J. Arno, and W.C. McGrew. (in press). Survey of savanna chimpanzees (Pan troglodytes verus) in southeastern Senegal. Amer J Primatol
- J.D. Pruetz (2002). Use of caves by savanna chimpanzees in Senegal. Pan Africa News.
- J.D. Pruetz and W. C. McGrew (2001). What does a chimpanzee need? Using natural behavior to guide the care of captive populations. In: The Care and Management of Captive Chimpanzees, L. Brent, Ed., The American Society of Primatologists’ Book Series Special Topics in Primatology.
- L.F. Marchant, A. Ensminger, J. Pruetz, and William C. McGrew (2000). Highly successful non-invasive collection of DNA from wild chimpanzees. Pan Africa News 7: 20-21.
- J.D. Pruetz and L.A. Isbell (2000). Ecological correlates of competitive interactions in female vervets (Cercopithecus aethiops) and patas monkeys (Erythrocebus patas) in simple habitats. Beh Ecol Sociobiol 49: 38-47.
- P.A. Garber, J.D. Pruetz, A. Lavallee, and S. Lavallee. (1999) A preliminary study of mantled howling monkey (Alouatta palliata) ecology and conservation on Isla de Ometepe, Nicaragua. Neotropical Primates 7(4):113-117.
- L.A. Isbell, J.D. Pruetz, B.M. Nzuma, and T.P. Young (1999). Comparing measures of travel distances in primates: methodological and socio-ecological implications. Amer J Primatol 48:87-98.
- L.A. Isbell, J.D. Pruetz, M. Lewis, and T.P. Young (1999). Rank differences in ecological behavior: a comparative study of patas monkeys and vervets. Internatl J Primatol 20: 257-272.
- J.D. Pruetz (1999). Socioecology of Adult Female Vervet (Cercopithecus aethiops) and Patas Monkeys (Erythrocebus patas) in Kenya: Food Availability, Feeding Competition, and Dominance Relationships. Ph.D. Dissertation, University of Illinois at Urbana-Champaign.
- L.A. Isbell and J.D. Pruetz. (1998) Differences between patas monkeys (Erythrocebus patas) and vervet monkeys (Cercopithecus aethiops) in

agonistic interactions between adult females. Internatl J Primatol 19:
837-855.
- L.A. Isbell, J.D. Pruetz, and T.P. Young (1998) Movements of vervets (Cercopithecus aethiops) and patas monkeys (Erythrocebus patas) as estimators of food resource size, density, and distribution. Behav Ecol Sociobiol 42:123-133.
- L.A. Isbell, J.D. Pruetz, T.P. Young and M. Lewis (1998). Locomotory activity differences between sympatric patas monkeys (Erythrocebus Aatas) and vervet monkeys (Cercopithecus aethiops): Implications for the Evolution of Long Hindlimb Length in Homo. Amer J Phys Anthropol 105:199-207.
- P.A. Garber, L. Moya, J.D. Pruetz, and C.Ique (1996). Social and Seasonal Influences on Reproductive Biology in Male Moustached Tamarins (Saguinus mystax). Amer J Primatol 38:29-46.
- J.D. Pruetz and M.A. Bloomsmith (1995) The Effect of Paternity on Interactions between Adult Male and Immature Chimpanzees in Captivity. Folia Primatol 65:174-180.
- P.A. Garber and J.D. Pruetz (1995) Effect of Forest Structure on Positional Behavior in Moustached Tamarin Monkeys. J Hum Evol 28:411-426.
- P.A. Garber, F. Encarnacion, L. Moya, and J.D. Pruetz (1993). Demographic and Reproductive Patterns in Moustached Tamarin Monkeys Saguinus mystax): Implications for Reconstructing Platyrrhine Mating Systems. Amer J Primatol 29:235-254.
- P.A. Garber, J.D. Pruetz, and J. Isaacson (1993). Patterns of Range Use, Range Defense, and Intergroup Spacing in Moustached Tamarin Monkeys (Saguinus mystax). Primates 34:11-25. J.D. Pruetz and M.A. Bloomsmith (1992). Comparing Two Manipulable Objects as Enrichment for Captive Chimpanzees. Animal Welfare 1:127-137.[1]